# Blodnji ognji
Blodnji ognji je drama Iva Šorlija iz leta 1935.

## Obnova

### Osebe
- Anton Brezovnik, sodni nadsvetnik.
- Melanija, njegova žena.
- Dušan, njegov sin.
- Vida, njegova hči.
- Ivan, njegov brat, trgovec.
- Jakob, njegov brat, večji posestnik.
- Rihard Bauer, njegov bratranec, avstrijski uradnik.
- Stojan Dolar, Vidin zaročenec.
- Kastelic, veletrgovec.

### 1. dejanje
Dušan, ves razboljen nad svetom in brez cilja, zavida očetu njegovo veselje do življenja, ki se noče preobremenjevati s skrbmi in nenehoma verjame, da bo vsak čas "boljše". Čeprav družini kar trda prede: stric Jakob terja 20.000 dinarjev, ki jih je bil posodil, Melanijo bi rada se zmeraj igrala mladostno damo, Vida potrebuje doto - njen odnos s Stojanom se vleče že dolgo in nič ne kaže, da bosta lahko šla na svoje. Za Dušana je vse tako enolično in klavrno, da si želi magari katastrofe, samo da bi se kaj premaknilo; obenem trpi, ko gleda njihovo stisko, ker jih ima vse zelo rad. - Pride Stojan s slabo novico: padel je na odvetniškem izpitu, zdaj bi moral v službo na deželo, toda kako naj gre iz mesta? Vida se čuti prizadeta, sporečeta se in Stojan užaljen odide, v Melaniji pa se rodi upanje, da bo Vida morda zdaj bolj dostopna za bogatega Kastelica, ki pogosto zahaja v hišo.

### 2. dejanje
Kastelic spretno izbere čas, ko Melanija čaka goste in je sama doma,  v strastnem izbruhu ji izpove ljubezen: že dve leti sanja o njej, zdaj ne zdrži več ... vse njihove finančne težave pozna, Ivan je njemu dolžan, zato se mu mudi za tistih  20.000 - toda on, Kastelic, ima denarja več kot preveč, vse bi lepo uredil, le predsodkov se je treba znebiti ... na zunaj bi veljal za Vidinega zaročenca, magari se celo oženi z njo, Melanija pa bi osrečila vso družino, vsi bi lahko zadihali, se znebili skrbi! Melanija je zaprepadena, s težavo se zbere, ko pridejo domači z gosti, Ivanom, Jakobom, Rihardom. Ženski odhitita v kuhinjo, Ivan pa se odločno loti problema, koko spraskati skupaj denar, ki ga zahteva Kastelic - zdaj se obrokov ne dovoli več.  Med tem pogovorom Dušan izve, da ga je oče že pred leti zavaroval  za 100.000 in da se zavarovalnina izplača tudi v primeru samomora. Kastelicu ni prav, da je Ivan pred vso družbo razkril njegovo finančno mahinacijo, kmalu se poslovi, Melanija ga pospremi do vrat. Kastelic jo strastno stisne v objem, ponovi svojo ponudbo in odide, Melanija pa kakor izgubljena odtava v jedilnico. Temu prizoru je bil Dušan neopazno priča, v zgroženih solzah si priseže, da se to ne sme zgoditi, poslušal bo svoje srce!

### 3. dejanje
MiniI je že mesec od Dušanovega samomora, družina pa še vedno žaluje, saj se zaveda, da se je Dušan žrtvoval zanje; posebno Melanija se ne more potolažiti, preganja jo slutnja, da je Dušan šel v smrt zato, ker je slišal njen pogovor s Kastelicem. Njen strah še poveča Ivan, ki prinese 20.000 - tega denarja Kastelic ni in ni hotel vzeti. V Antonu že zmaguje njegov optimizem, vrže se v načrtovanje prihodnosti, govori o Vidini poroki itn. in je skoraj jezen na ženo zaradi njene žalosti, češ da nima mere pri nobeni stvari. Ko odide, pride na obisk Kastelic. Po strašnem dogodku je svojo strast nekako zamrznil v prijateljstvo in Melanija mu zaupa svoj strah glede Dušana - le z njim lahko govori o tem, z možem se nista nikdar pogovorila kot človek s človekom, dober mož je, vendar zmeraj nekje daleč. Kastelic jo tolaži, da je njen strah prazen, slika ji, kako lepo bodo živeli, se mirno starali skupaj, celo svojo vilo ponudi, kamor naj bi se preselili z mladim parom vred ... Tedaj Melanija kakor v prividu zagleda mrtvega sina, osvesti se in pahne Kastelica od sebe: ne mara ne njegove ljubezni ne prijateljstva, oboje je laž, sramota in gnus, preveč strašnega je povezano s tem - takoj naj zapusti hišo in se ne vrne nikoli več! Kastelic spozna, do je vse izgubljeno, poti nazaj ni, treba je oditi. Melanija strmi za njim: sama je, tako sama ... Tedaj prihiti Vida; ona bo ostala z ubogo mamo!